# A+ (émission de télévision)
Pour les articles homonymes, voir A+.
A+ était une émission de télévision québécoise diffusée sur VRAK.TV et animée par Stéphane Bellavance. Chaque épisode était d'une durée de 15 minutes. Durant la période de Noël 2004-2005, VRAK.TV a rediffusé l'émission les matins.

## Synopsis
Dans chaque épisode, l'équipe allait dans une école primaire du Québec, où il faisait des quiz entre les jeunes, des sketchs, des défis, des parodies, des imitations, des mises en scènes de faux événements ou de faux personnages. Les jeunes sont les acteurs avec l'animateur, Stéphane Bellavance.